# لیلا ابوزید

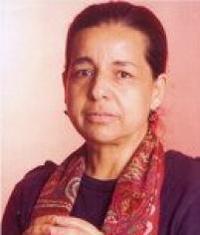

لیلا ابوزید نویسنده مراکشی مقیم رباط است که در القصیبه به دنیا آمد و در دانشگاه محمد پنجم رباط زبان انگلیسی خواند و مدرک کارشناسی خود را گرفت و پس از آن برای ادامه تحصیل به ایالت تگزاس ایالات متحده آمریکا رفت. او کار خود را به عنوان روزنامه نگار در تلویزیون آغاز کرد و در چندین دفتر وزارتی از جمله نخست وزیری کار کرد. او رمان، داستان، زندگی نامه پیامبر،چندین سفرنامه را به رشته تحریر درآورد. ترجمه زندگی نامه شاه محمد پنجم و زندگی نامه مالکوم را از انگلیسی به عربی از آثار لیلا ابوزید است. . آثار ابوزید به انگلیسی، آلمانی، هلندی، ایتالیایی، اسپانیایی، فرانسوی، مالتی و اردو ترجمه شده است.